# Чалый, Сергей Вячеславович
Серге́й Вячесла́вович Ча́лый (род. 27 октября 1970 года, Минск, БССР, СССР) — белорусский независимый экономист, аналитик, журналист. Автор и ведущий передачи «Экономика на пальцах», выходившей c 17 февраля 2011 года до 18 мая 2021 года на крупнейшем белорусском интернет-портале tut.by. Автор и ведущий программы «Давайте разбираться. Экономика с Чалым» на канале БелСат. Видеоблогер на собственном Youtube-канале «Чалый LIVE».

## Биография
Родился 27 октября 1970 года в городе Минске в семье украинцев. Считает себя патриотом Беларуси.

## Образование
Окончил в 1987 г. среднюю политехническую школу (гимназию) № 6 в Минске. В 1992 году окончил физический факультет БГУ с присвоением квалификации «Физик-теоретик». Позднее поступил в аспирантуру, но не окончил её.
В 1997—1998 годах прошёл переподготовку в Академии управления при Президенте Республики Беларусь. Освоил образовательный курс макроэкономического программирования, разработанный Международным валютным фондом.
Постоянно расширяет сферу своих экономических компетенций в отрасли экономической теории, антропологии и системного анализа.

## Трудовая и гражданская деятельность
В 1993 году участвовал в качестве аналитика в предвыборном штабе кандидата в президенты Республики Беларусь Александра Лукашенко. Своё участие позднее Сергей Вячеславович объяснял желанием применить накопленные знания в области экономической аналитики и обрести опыт в политических технологиях, которые в то время только начинали использоваться в белорусском гражданском обществе. По его признаниям, его работа в штабе Александра Лукашенко была неоплачиваемой.
В 1994—1998 гг. работал в Оперативно-аналитическом центре при Администрации Президента Республики Беларусь, в котором занимался выстраиванием государственных отношений с международными финансовыми организациями. После Референдума в Белоруссии 1996 года решил оставить работу в Администрации Президента и с тех пор некоторое время не занимался политикой. В период работы в государственном аппарате неоднократно контактировал с представителями МВФ, что позволило ему пройти обучение на организованных фондом курсе.
С 1998 года работал в частном бизнесе, до 2002 года — управляющим активов в минской инвестиционной компании «Aigenis». В этот период, в 2001 году познакомился с Милинкевичем Александром Владимировичем, который в это время был руководителем предвыборного штаба кандидата в президенты Республики Беларусь Семёна Домаша. Позднее Сергей Чалый стал неофициальным консультантом по экономическим вопросам у Милинкевича, когда тот выдвигал себя в депутаты Белоруссии.
С 2002 г. начал работать в качестве независимого экономического эксперта и финансового аналитика и стал одним из известных и популярных аналитиков Белоруссии в области макроэкономики. В период 2009—2010 гг. работал экономическим аналитиком на радио «Еврорадио» (Минск).
С этого же времени является экономическим экспертом гражданской инициативы «Народная праграма» и приглашённым экспертом Белорусского института стратегических исследований. Высказывался, что не имеет желание баллотироваться в президенты Белоруссии, но не отказался бы от должности руководителя Национального банка Республики Беларусь.
С 17 февраля 2011 года и до 18 мая 2021 года являлся ведущим авторской аналитической программы «Экономика на пальцах» на белорусском информационном портале «TUT.BY». Ведёт свой авторский блог в интернете на Youtube-канале «Чалый LIVE».
C 2020 года автор и ведущий программы «Давайте разбираться. Экономика с Чалым» на канале БелСат.
Читал лекции по экономике в Белорусском государственном экономическом университете и Академии управления при Президенте Республики Беларусь.
В электоральной кампании президентских выборов 2015 года в Белоруссии принимал участие в качестве доверенного лица кандидата в президенты Татьяны Короткевич.
Накануне выборов президента Белоруссии 2020 года прогнозировал, что Александр Лукашенко пойдёт на силовое удержание власти, а после выборов, когда прогнозы сбылись, вошёл в основной состав Координационного совета по организации процесса преодоления политического кризиса в качестве независимого экономического эксперта. В интервью Илье Варламову дал прогноз об усилении экономического кризиса в Белоруссии при сохранении у власти Александра Лукашенко.
Проведенный порталом KYKY.ORG анализ свершившихся прогнозов по избирательной кампании 2020 года в Белоруссии показал, что из выбранных экспертов Сергей Чалый дал наиболее достоверный прогноз белорусских событий после выборов.
30 июня 2021 года Сергей сообщил на своём Youtube-канале, что в целях безопасности на фоне преследования интернет-портала TUT.BY со стороны власти Беларуси он был вынужден выехать из Минска в Украину, в город Одессу. В сентябре того же года Сергей Чалый переехал в Варшаву.
Осенью 2022 года суд Центрального района Минска внёс подкаст с участием Чалого в список экстремистских материалов.
С 2022 года автор и ведущий программ Беларусского расследовательского центра «Новости с Чалом» и «Чалый: Экономика».
В июле 2024 года стало известно, что Чалого и других сотрудников Беларусского расследовательского центра объявили в межгсоударственный розыск.